# Калипсо (корабль)
«Калипсо» (фр. Calypso) — корабль, оборудованный французским учёным-океанографом Жаком-Ивом Кусто для исследований мирового океана.

## Постройка и эксплуатация
Изначально построен как деревянный минный тральщик Британских Королевских ВМС компанией «Ballard Marine Railway Company» (Сиэтл, Вашингтон, США). Относился к типу кораблей BYMS — British Yard Minesweeper Mark 1 Class Motor Minesweeper. Заложен 12 августа 1941 года под заводским обозначением BYMS-26, спущен 21 марта 1942 года.
Введён в строй ВМС в феврале 1943 года под названием HMS J-826, прикомандирован к одному из отрядов кораблей, действовавших на Средиземном море. Переклассифицирован как BYMS-2026 в 1944 году, перезаложен на заводе на Мальте, списан с флота в 1947 году.
После Второй мировой войны работал паромом между Мальтой и островом Гоцо, переименован в честь нимфы Калипсо (которая жила на вымышленном острове Огигия, ассоциируемым в мифах с Гоцо)
Ирландский миллионер и бывший член парламента Томас Лоэл Гиннесс выкупил Калипсо в 1950 году и выдал в лизинг Ж.-И. Кусто за символический франк в год, с условием: не раскрывать его имя и не просить у него денег.
Кусто перестроил корабль в экспедиционное судно, приспособленное для обеспечения дайвинга, подводных съёмок и океанографических исследований. В том числе была установлена посадочная площадка для вертолёта, научное оборудование, отсек для подводного наблюдения (3 метра под ватерлинией), одно- и двухместные мини-подводные лодки разработки Кусто («ныряющие блюдца») и подводные скутеры.
11 января 1996 года «Калипсо» столкнулся в Сингапурской гавани с баржей и затонул.

## Восстановление и консервация судна
Судно оставалось под водой 17 дней, после чего было поднято и отбуксировано во Францию. После того, как оно провело некоторое время в порту Марселя, в 1998 году, уже после смерти Кусто, его отбуксировали на атлантическое побережье Франции — в Морской музей в Ла-Рошель. Тогда же было заявлено о планах превращения корабля в плавучий музей.
Далее последовала серия юридических и прочих препятствий для начала восстановительных и консервационных работ. Ходили слухи о продаже «Калипсо» круизной компании «Carnival Cruise Lines» за символическую цену в 1 евро. Компания даже заявила о планах выделения 1,3 миллиона долларов на восстановление судна и перебазировании музея на Багамы.
На конец 2006 года статус и перспективы этого исторического корабля были не вполне ясны, а также судно потеряло множество оборудования со своих верхних палуб (подверглось разграблению).
Франсине Кусто удалось организовать начало восстановления судна. 11 октября 2007 года корабль начали перебазировать в залив городка Конкарно французского департамента Финистер. Восстановительные работы будут проведены на заводе Пириу (Piriou Shipyard), судно будет преобразовано в экспонат музея.
В июне 2010 года Би-Би-Си сообщило, что «Калипсо» будет восстановлен к столетию со дня рождения Жака-Ива Кусто. По словам одного из бывших членов команды судна, посетившего верфь, оно по-прежнему хранится в разобранном виде в ангаре в том же виде, как и 11 июня 2010 — официальная дата столетия — и вряд ли сможет выйти в море в ближайшем будущем.
По информации полученной от Ассоциации Кусто, 15 февраля 2009 года Франсина Кусто (вдова Жака-Ива Кусто) получила двигатели Volvo Penta для «Калипсо», корабль находился в это время на верфи «Concarneau» во Франции. Корабль планируется переориентировать как плавучую образовательную выставку для обучения ныряльщиков по программе, подготовленной Ассоциацией Кусто. Для этого будут восстановлены одно- и двухместные мини-субмарины, подводные скутеры, акваланги, костюмы для ныряльщиков, камеры и прочее оборудование, которое использовалось в экспедициях.
В декабре 2014 года французский суд постановил убрать судно с верфи и заплатить 300 тысяч евро за ремонт и в дальнейшем платить дополнительные расходы. Судоремонтный завод пригрозил в противном случае продать корабль. Команда Кусто заявила, что нашла необходимые средства. После этого судоремонтный завод сообщил о полном отсутствии долгов.
Цель «Калипсо» на тот момент была не ясна. Корабль может быть или плавающей лабораторией, или пришвартованным музеем. У настоящих владельцев судна есть финансовые средства для полного восстановления судна. Судно будет отбуксировано в Геную.
12 сентября 2017 года «Калипсо» был повреждён пожаром на верфи в Турции, где с 2016 года велось переоборудование судна. Огнём были повреждены только новые части судна, историческая часть не была повреждена. Пожар начался после многомесячного восстановления деревянной обшивки корпуса. Полиция ведёт расследование. Пожар привёл к задержке переоборудования судна, но не к его отмене.

## Калипсо в культуре
- Джон Денвер в 1975 написал песню «Калипсо» в честь корабля и его команды.
- Жан Мишель Жарр в 1990 году записал альбом «В ожидании Кусто», заглавная композиция которого длится более 46 минут, а остальные три композиции названы в честь судна — Calypso.
- GWAR написал песню Je m’appelle J. Cousteau (альбом Hell-O), выпущенную в 1988 году.
- Билл Мюррей снялся в роли Стива Зиссу в фильме «The Life Aquatic with Steve Zissou», отражающем жизнь Жака-Ива Кусто. В фильме Зиссу путешествует на корабле «Белафонт». Название — достаточно прозрачный намёк на «Калипсо» (Гарри Белафонте — ямайский музыкант, записавший альбом «Calypso» в музыкальном стиле калипсо).